# Flying Fish Cove
Flying Fish Cove of The Settlement is de belangrijkste nederzetting en het bestuurlijke centrum van Christmaseiland, een eiland ten zuiden van Java dat behoort tot Australië. Veel kaarten duiden de stad ook aan met The Settlement.
De stad is gesticht in 1888 door Britten. Een derde van de bevolking van Christmaseiland woont in Flying Fish Cove. Het ligt in het noordoosten van het eiland. Er is een kleine haven die dient voor de jachten van toeristen. Het vliegveld Christmas Island Airport ligt ten zuidoosten van de stad. 